# Izvarica
Izvarica (en serbe cyrillique : Изварица) est un village de Serbie situé dans la municipalité de Žagubica, district de Braničevo. Au recensement de 2011, il comptait 310 habitants.
Izvarica est située sur les bords de la Mlava, un affluent gauche du Danube.

## Démographie
| 1948 | 1953 | 1961 | 1971 | 1981 | 1991 | 2002 | 2011 |
| ---- | ---- | ---- | ---- | ---- | ---- | ---- | ---- |
| 613  | 618  | 557  | 532  | 509  | 449  | 376  | 310  |

|  |